# Doddapannandahalli, Bangarapet
Doddapannandahalli là một làng thuộc tehsil Bangarapet, huyện Kolar, bang Karnataka, Ấn Độ.